# Iwane Matsui
Iwane Matsui (jap. 松井 石根 Matsui Iwane;  ur. 27 lipca 1878 w Nagoi, zm. 23 grudnia 1948 w Tokio) – japoński wojskowy, generał Cesarskiej Armii Japońskiej, dowódca japońskich wojsk interwencyjnych w Chinach podczas II wojny światowej, zbrodniarz wojenny.

## Początki kariery wojskowej
Matsui brał udział w I wojnie chińsko-japońskiej, w latach 1904–1905. W latach 1915–1919 w Sztabie Generalnym. W latach 1921–1922 przydzielony do japońskiego sztabu Sił Ekspedycyjnych we Władywostoku, walczących na Dalekim Wschodzie po stronie białych w Rosyjskiej Wojnie Domowej. W latach 1922–1924 szef wywiadu w Harbinie. W latach 1924–1925 pełnił stanowisko dowódcy 35. Brygady Piechoty. Później, do roku 1928 szef oddziału II Sztabu Generalnego. W latach 1929–1931 dowódca 11. Dywizji.
Był członkiem japońskiej delegacji na Genewskiej Konferencji Rozbrojeniowej w latach 1931–1932. W 1932 ponownie przeniesiony do Sztabu Generalnego. W 1933 członek Najwyższej Rady Wojennej Japonii. W tym samym roku awansował do stopnia generała. Do 1934 roku był dowódcą armii japońskiej na Tajwanie. W 1935 roku przeniesiony w stan spoczynku.

## Okres drugiej wojny chińsko-japońskiej
Powrócił do służby czynnej w 1937 roku, został mianowany dowódcą sił ekspedycyjnych w Szanghaju. Matsui miał bogate doświadczenie w operacjach chińskich, gdyż był on oficerem Armii Kwantuńskiej, dlatego po wybuchu II wojny chińsko-japońskiej otrzymał dowództwo Armii Japońskiej Chin Centralnych. W ich skład wchodziła 10. Armia oraz wojska ekspedycyjne w Szanghaju, którymi poprzednio dowodził.
13 grudnia 1937 roku dowodzone przez niego wojska zajęły ówczesną stolicę Chin – Nankin. Ponosi on odpowiedzialność za zbrodnie wojenne na narodzie chińskim, które znane są jako „masakra nankińska”. Przez ponad sześć tygodni żołnierze japońscy wymordowali ok. 200 tys. (inne źródła mówią o 300 tys.) ofiar, tysiące kobiet zostało zgwałconych, miasto zostało doszczętnie splądrowane i spalone. Matsui jako triumfator wjechał do miasta 17 grudnia i pozostał tam przez ok. 5–7 dni. Przez ten czas wiedział o zbrodniach dokonywanych przez jego żołnierzy.
Do 1938 roku pełnił on stanowisko głównodowodzącego Armii Chin Centralnych, po czym ponownie przeszedł w stan spoczynku.

## Iwane Matsui przed Trybunałem Tokijskim
Po kapitulacji Japonii został aresztowany przez amerykańskie władze okupacyjne i postawiony przed Międzynarodowym Trybunałem Wojskowym dla Dalekiego Wschodu. Postawiono mu zarzut dopuszczania się zbrodni wojennych i niepodjęcia żadnych kroków, zmierzających do powstrzymania rzezi cywilów i jeńców wojennych w Nankinie. Obrona wysuwała argument stanu zdrowia generała (w czasie działań wojennych i masakry nankińskiej chorował). Jednak oskarżyciele podkreślali fakt, że mimo iż chorował, nie przeszkadzało mu to w kierowaniu działaniami wojennymi ani w triumfalnym przybyciu do miasta, w czasie eskalacji okrucieństwa. Iwane Matsui został uznany za winnego zbrodni i stracony przez powieszenie. Wyrok wykonano w więzieniu Sugamo w Tokio, gdzie stracono również sześciu innych zbrodniarzy, m.in. Hideki Tōjō. W chwili śmierci miał 70 lat.